# Motorový vůz 812 ZSSK
Motorové vozy řady 812 provozované Železničnou spoločností Slovensko (ZSSK) vznikly v letech 2001 až 2006 modernizací starších motorových vozů řady 810 a přípojných vozů řady 011 (u ČD řada 010) v ŽOS Zvolen.

## Konstrukce
Při modernizaci na řadu 812 zůstala zachována vozová skříň i podvozky, obě části byly podrobeny opravě. Interiér vozu byl zmodernizován, byly osazeny nové čalouněné sedačky, determální okna, prostor byl odhlučněn. Největší změnou však byla výměna motoru za agregát od firmy MAN, nová automatická převodovka a nápravové převodovky. Díky novému řídicímu systému je umožněno vícečlenné řízení. V průběhu modernizací došlo k různým menším změnám, např. k instalaci informačního systému pro cestující.
Část vozů byla modernizována do verze LUX. Změna se dotkla především interiéru, kde byly umístěny nové sedačky systémem 2+2 v řadách za sebou (do poloviny vozu; tzv. letecké uspořádání), prostor pro cestující byl klimatizován, vnější dveře byly osazeny poptávkových otevíráním apod.

## Vývoj, výroba a provoz
Po úspěšných motorových vozech řady 811, které vznikly částečně přestavbou, částečně jako novostavby, rozhodly ŽSR o modernizaci dalších nevyhovujících vozů řady 810. Byla však zvolena jiná koncepce, byl zachován původní design, hydromechanický přenos výkonu i skříně původních vozů, které byly kompletně opraveny. Během roku 2001 byly ze dvou přípojných vozů řady 011 postaveny dva prototypy motorového vozu řady 812, do pravidelného provozu byly zařazeny v roce 2002. Prvních deset vozů řady 812 bylo přestavěno z přípojných vozů, ostatní již z motorových vozů řady 810. Modernizace na řadu 812 skončily na konci roku 2006, kdy bylo rekonstruováno již 64 vozidel a kdy vznikal prototyp motorové jednotky řady 813.